# معركة بالما
معركة بالما هي معركة وقعت خلال أواخر مارس وأوائل أبريل 2021 من أجل السيطرة على مدينة بالما في موزمبيق بين الجيش الموزمبيقي وقوات الأمن وقوات خاصة من جهة ومتمردين إسلاميين مرتبطين بتنظيم الدولة الإسلامية (داعش) من جهة أخرى.حيث قام المتمردين الإسلاميين بغزو المدينة وقتلوا العشرات قبل أن تستعيد القوات الموزمبقية السيطرة على المدينة بعد عدة أيام.أصبحت المدينة مدمرة بعد المعركة وقررت شركات النفط والغاز تعليق أعمالها في المنطقة بسبب المعركة.وصف الباحثون المعركة بأنها نجاح شامل للمتمردين. كما حافظ المتمردون على وجودهم في محيط البلدة ، واستمروا في مداهمة بالما في الأسابيع التالية. كانت المعركة جزءًا من التمرد في كابو ديلجادو ، الذي بدأ في عام 2017 وأسفر عن مقتل آلاف الأشخاص ، معظمهم من المدنيين المحليين.